# Tàngara de Schrank
La tàngara de Schrank (Tangara schrankii) és un ocell de la família dels tràupids (Thraupidae).

## Hàbitat i distribució
Habita la selva pluvial, clars i bosc obert de les terres baixes, des del sud-est de Colòmbia i sud de Veneçuela, cap al sud, a través de l'est de l'Equador i est del Perú fins al nord i l'est de Bolívia i oest amazònic del Brasil.